# Aryeh Feigenbaum
Aryeh Feigenbaum geb. Leopold Feigenbaum (* 19. September 1885 in Lemberg, Österreich-Ungarn; † 1981) war ein österreichisch-israelischer Ophthalmologe, Sachbuchautor und Zionist.
Feigenbaum wurde 1911 an der medizinischen Fakultät der Universität Wien promoviert. 1913 wanderte er nach Palästina aus. „Feigenbaum erlangte in Palästina und später in Israel als ein führender Spezialist für Augenheilkunde große Bekanntheit.“ Von 1922 bis 1954 war Feigenbaum Chefarzt der augenheilkundlichen Abteilung der Hadassah Klinik in Jerusalem. Er war der Begründer und Herausgeber des ersten hebräischen Medizin-Journals namens „Harefuah“. 1953 wurde er für den Nobelpreis für Medizin nominiert.
Seine älteste Tochter Hemdah Zinder (1916–1987) arbeitete später in Sekretariat der Israel National Commission for UNESCO.
Sein Bruder war der Psychiater und Psychoanalytiker Dorian Feigenbaum, der ebenfalls in Lemberg geboren wurde. Auch Dorian Feigenbaum studierte Medizin in Wien. Er war befreundet mit Sigmund Freud und Otto Gross. Auch Dorian Feigenbaum wanderte zunächst nach Palästina aus, ging 1924 dann aber von dort aus in die USA. In der gemeinsamen Jerusalemer Zeit gehörte Aryeh Feigenbaum einer an Psychoanalyse interessierten Gruppe an, die Dorian Feigenbaum ins Leben gerufen hatte. Zu dieser Gruppe gehörte auch die Sozialarbeiterin Margarete Obernik-Reiner.